# Grüße aus Kaschmir
Grüße aus Kaschmir ist ein Liebesdrama des Regisseurs Miguel Alexandre aus dem Jahr 2004. In der Hauptrolle verkörpert Bernadette Heerwagen die aus München stammende Tontechnikerin Lisa, die nach einem anregenden Abend im Bett des aus Kaschmir stammenden Sharif Mishra (René Ifrah) aufwacht.

## Handlung
Lisa, eine junge Tontechnikerin aus München, wacht eines Morgens im Bett des aus Kaschmir stammenden Sharif Mishra auf. Unsicher, wie ihre Eltern reagieren würden, sollte sie ihnen den fremden Mann vorstellen, stiehlt sie sich zunächst aus der Verantwortung, in dem sie sich davonschleicht, als er noch schläft.
Sharif Mishra hat unterdessen eine bewegte Vergangenheit: Als er dreizehn Jahre alt war, wurde das Haus, in dem er mit seinen Eltern wohnte, von indischen Soldaten niedergebrannt. Seine Eltern kamen bei dem Brandanschlag ums Leben. Sharifs älterer Bruder Tajjab brachte ihn anschließend zu Pflegeeltern, um sich dann den Freiheitskämpfern anzuschließen. Zwei Jahre später kämpfte Sharif selbst an der Seite seines Bruders gegen die Inder, jedoch entschloss er sich kurze Zeit darauf, dem Kriegsgeschehen zu entgehen und nach Deutschland auszuwandern, um dort ein Ingenieursstudium zu beginnen. Mittlerweile lebt er bereits seit sieben Jahren in Deutschland und bestreitet seinen Lebensunterhalt mit einer Anstellung in einem Münchner Ingenieurbüro.
Sechs Wochen sind seit der gemeinsamen Nacht mit Lisa vergangen, als die beiden sich zufällig in einer Diskothek treffen. Sharif ist außer sich – er versteht nicht, warum Lisa plötzlich verschwand und beschimpft sie als Hure. Lisa kann mit dieser Situation nicht umgehen und flüchtet gemeinsam mit ihrer Freundin Tanja aus dem Lokal. Dabei vergisst sie jedoch ihre Handtasche.
Dies nimmt Sharif zum Anlass, die Tasche an sich zu nehmen und sie Lisa nach Hause zu bringen. Dabei bittet er um Entschuldigung und lädt Lisa zu einem gemeinsamen Essen ein. Die Beziehung zwischen ihm und Lisa ist somit zunächst gerettet. Was Lisa jedoch gegenüber Sharif verschweigt, ist die Tatsache, dass sie von ihm schwanger ist. Dies tut sie auch aus dem Umstand heraus, dass sie noch gar nicht weiß, ob sie das Kind behalten will oder lieber eine Abtreibung vornehmen lassen möchte.
Sharif beginnt plötzlich, sich merkwürdig zu benehmen: Seit geraumer Zeit hat er nichts mehr von sich hören lassen. Als Lisa ihn besuchen kommt, teilt er ihr mit, dass er die Beziehung beenden möchte. Doch Lisas Gefühle gegenüber Sharif kann sie nicht so einfach über Bord werfen. Sie bleibt hartnäckig, und als sie merkt, dass Sharif immer noch Gefühle für sie hat, bleibt sie. In der Folge zieht sie in Sharifs Wohnung ein.
Unterdessen war Sharifs Bruder Tajjab in England und reist von dort ebenfalls nach Deutschland ein, um einen Sprengstoffanschlag gegen den indischen Offizier zu verüben, der damals den Befehl gab, das gemeinsame Elternhaus der Brüder in Brand zu setzen und ihre Eltern zu ermorden. Ein Verkehrsunfall, bei dem Tajjab verletzt wird, vereitelt jedoch seinen Plan. Nun erwartet er, dass Sharif den Anschlag für ihn ausüben wird. Sharif möchte jedoch mit Terror und Anschlägen nichts mehr zu tun haben. Er findet, dass auch ein Mordanschlag gegen den indischen Offizier die Eltern nicht mehr zum Leben erwecken kann. Andererseits plagt Sharif sein Gewissen, denn er fühlt sich sowohl seinem Bruder als auch seinem Heimatland gegenüber verpflichtet.
Aufgrund eines anonymen Hinweises ist die deutsche Polizei bereits auf seinen Spuren: Sharif und Lisa werden permanent überwacht, keiner ihrer Schritte bleibt den ermittelnden Beamten verborgen. Als Lisa mit einer Straßenbahn in München unterwegs ist, setzt sich ein mit den Ermittlungen beauftragter Kommissar in Zivil neben sie und zeigt ihr ein Foto von Sharifs Bruder. Lisa antwortet auf die Frage, ob sie die Person kennt, wahrheitsgemäß mit Nein, da sie bis dato noch nicht einmal wusste, dass ihr Freund überhaupt einen Bruder hat. Von Lisa auf diesen Umstand angesprochen, verweigert Sharif ihr gegenüber jegliche Antwort.
Unterdessen bleibt Sharif jedoch nicht untätig und kontaktiert den Kommissar: Er teilt ihm mit, dass er seinen Bruder schon seit langer Zeit nicht mehr gesehen hat und keinen Kontakt mehr zu ihm pflegt. Dies entspricht jedoch nicht der Wahrheit, da Sharif seinen Bruder bereits aus einer Telefonzelle von den polizeilichen Ermittlungen gegen ihn in Kenntnis gesetzt hat. Nachdem Sharif seine Aussage auf dem Polizeipräsidium getätigt hat, trifft er sich mit seinem Bruder am Ufer der Isar, wo er ihm erneut deutlich macht, dass er keinen Terroranschlag verüben möchte.
Im Anschluss daran beabsichtigt Sharif, mit Lisa gemeinsam ein paar Tage zur Erholung in den Bergen zu verbringen. Auf der Anreise kommen sie an einem Unfallort vorbei: Zwei Autos sind offensichtlich frontal zusammengestoßen. Sharif sieht auf den ersten Blick, dass der Fahrer des einen Autos dabei auf der Stelle ums Leben kam. Der Fahrer des zweiten Autos lebt, ist jedoch schwer verletzt. Mit brachialer Gewalt versucht Sharif, die Tür des Wagens zu öffnen, jedoch scheitert sein Versuch. In der Folge stirbt auch der Fahrer des zweiten Wagens.
Lisa beobachtet Sharifs Rettungsversuche und ist darüber verwundert, wieso er angesichts der Dramatik der Situation, dermaßen ruhig und besonnen agieren kann. Darauf angesprochen erwidert Sharif, dass er in Kaschmir schon bei vielen Situationen zugegen war, bei denen Menschen ums Leben kamen und solche Umstände daher gewohnt ist. Lisa spürt jedoch, dass Sharifs Gedanken woanders zu sein scheinen. Der gibt ihr aber erneut keine Antworten darauf.
Als Lisa zu Sharifs Wohnung kommt, findet sie die Tür aufgebrochen vor, und als sie die Wohnung betritt, wird sie umgehend von einem schwer bewaffneten Einsatzkommando der Polizei überwältigt. Auf die Frage, wo Sharif sich befindet, kann sie jedoch keine Auskunft geben, da sie seinen Aufenthaltsort selbst nicht kennt.
Nachdem Lisa wieder aus der Polizeigewalt entlassen wurde, fährt sie zur Moschee, um den Imam zu fragen, wo Sharif sein könnte. Doch auch der kennt seinen Aufenthaltsort nicht und sagt, dass Sharif schon seit längerer Zeit nicht mehr in der Moschee war. Unterdessen erhält Lisas Freundin Tanja einen Anruf von Sharif. Er bittet sie darum, Lisa auszurichten, dass er sich mit ihr in der Universität treffen möchte. Umgehend fährt Lisa zum Treffpunkt. Ihr wird sofort klar, dass Sharif sich von ihr für immer verabschieden möchte. Die Information, dass Lisa ein Kind von ihm erwartet, überrascht Sharif sichtlich, jedoch ist er weiterhin fest entschlossen, Lisa nie mehr wiederzusehen.
In der Folge wendet sich Lisa an die Polizei. Sie kontaktiert den Kommissar und berichtet ihm von ihrem letzten Treffen mit Sharif. Auch äußert sie ihm gegenüber ihre Befürchtung, dass Sharif eventuell im Sinn hat, einen Selbstmordanschlag zu verüben. Im Gespräch mit dem Kommissar fällt Lisa ein, dass sie einen Prospekt einer Mietwagenfirma in Sharifs Auto gesehen hat. Die Polizei kontaktiert daraufhin den Autoverleiher und setzt ein ausgeliehenes Fahrzeug auf die Fahndungsliste.
Sharif plant unterdessen, mit einem ausgeliehenen Lieferwagen in Brüssel das Fahrzeug, in dem der indische Offizier sitzt, zu rammen und gleich darauf eine Bombe zu zünden. Lisa erfährt jedoch aus den Nachrichten, dass Sharif in der Gegend um Wiesbaden von der Polizei gestoppt wurde. Ein Sprengsatz mit einer potenziell enormen Wirkung wurde in seinem Fahrzeug gefunden und sichergestellt. Unterdessen befindet sich Sharifs Bruder Tajjab weiterhin auf der Flucht und wird von den Behörden gesucht.
Die Handlung des Films endet mit der Erkenntnis, dass Lisa durch ihren Hinweis an die Polizei vor allem zwei Dinge erwirkt hat: Zum einen hat sie verhindert, dass Sharif, der Vater ihres Kindes, bei einem Selbstmordanschlag sein eigenes Leben verliert, und zum anderen hat sie zweifellos einen Anschlag vereitelt, bei dem möglicherweise noch viele weitere Menschen ums Leben gekommen wären. Dass Sharif nun eine lange Haftstrafe antreten muss, ist allerdings die logische Konsequenz dieser Umstände.

## Produktionsnotizen
Bernd Burgemeister und sein Sohn Sven produzierten das Liebesdrama für die TV 60 Filmproduktion GmbH (München) im Auftrag des Bayerischen Rundfunks und der ARD Degeto. Gedreht wurde in München.

## Erscheinungstermin und abweichender Filmtitel in Frankreich
Grüße aus Kaschmir wurde am 10. November 2004 erstmals in der ARD ausgestrahlt. In Frankreich erschien die Produktion unter dem Titel „Bonjour du Cachemire“.

## Auszeichnungen
Der Regisseur Miguel Alexandre, der Drehbuchautor Harald Göckeritz, und die Schauspieler Bernadette Heerwagen und René David Ifrah erhielten für „Grüße aus Kaschmir“ den Adolf-Grimme-Preis 2005. Die Begründung der Jury lautete: „Mit Grüße aus Kaschmir ist es gelungen, das heute aktuelle und die politische Realität mitbestimmende Thema des Terrorismus auf eindringliche Art persönlich werden zu lassen: Die einzelnen Protagonisten werden nicht aus der eigenen Verantwortung für ihr Handeln entlassen; eine vordergründige Schuldzuweisung wird vermieden, der Terrorismus nicht beschönigt“.

## Kritiken
TV Spielfilm ist der Ansicht, dass es sich bei Grüße aus Kaschmir um eine „[...] behutsam inszenierte, aber fesselnde Politromanze [handelt].“ Das Fazit der Programmzeitschrift lautet: „Packend: Liebe in Zeiten des Terrors“.
Rainer Tittelbach resümiert: „Grüße aus Kaschmir zeigt zwei Menschen, die das Glück suchen und doch gefangen bleiben in den Zwängen der Gesellschaft, ihres Glaubens und ihrer Kultur“. Der Schlusssatz des Filmkritikers fällt wohlwollend aus: „Stimmungsvoll entwickelt Miguel Alexandre die Haltungen seiner Protagonisten aus den Bildern, den Blicken, den Gesten“.
Der Autor und Filmkritiker Dieter Wunderlich bemerkt anerkennend, dass Harald Göckeritz und Miguel Alexandre sich auf „[…] die Frage, wie jemand zum Terroristen werden kann, konzentrieren […], und sie stellen die Entwicklung in Grüße aus Kaschmir nachvollziehbar dar.“